# 里耶卡茨爾諾耶維恰河
里耶卡茨爾諾耶維恰河是蒙特內哥羅的河流，河道全長12.3公里，流域面積約70平方公里，最終注入斯庫台湖，河道上有多座島嶼，該河沒有支流。